# Lancaster and Fleetwood (circonscription britannique)

Carte de la circonscription du Parlement britannique de Lancaster et Fleetwood.

La circonscription de Lancaster and Fleetwood  est une circonscription située dans le Lancashire et représentée à la Chambre des communes du Parlement britannique.